# Manabu Minami
Manabu Minami (født 17. februar 1988) er en japansk professionel fodboldspiller.
Han har spillet for flere forskellige klubber i sin karriere, herunder YSCC Yokohama.